# Diócesis de San José en Irkutsk
La diócesis de San José en Irkutsk (en latín: Dioecesis Ircutscana Sancti Iosephi y en ruso: Епархия Святого Иосифа в Иркутске) es una circunscripción eclesiástica de la Iglesia católica en Rusia. Se trata de una diócesis latina, sufragánea de la arquidiócesis de la Madre de Dios en Moscú. Desde el 17 de abril de 2003 su obispo es Cyryl Klimowicz.

## Territorio y organización

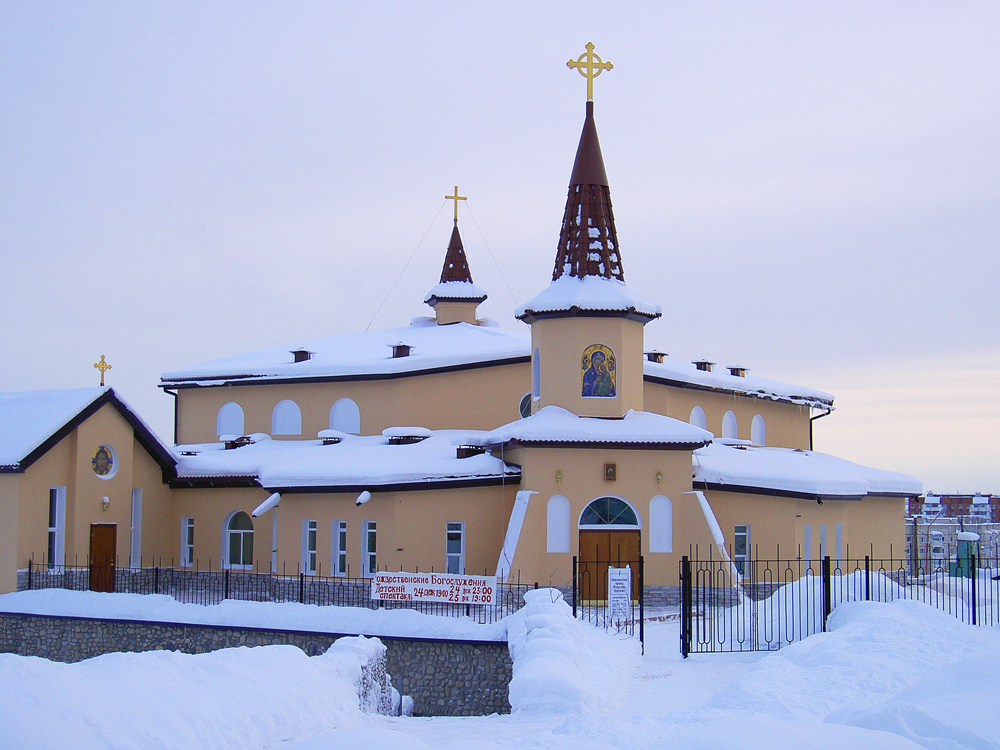
Iglesia de la Natividad, en Magadán

La diócesis tiene 9 960 000 km² (casi el 7% de las tierras emergidas del mundo) y extiende su jurisdicción sobre los fieles católicos de rito latino residentes en los siguientes sujetos federales de Rusia:
- Las repúblicas de Buriatia, Tuvá, Jakasia y Sajá;
- La óblast autónoma Hebrea;
- Los krais de Krasnoyarsk, Zabaikalie, Kamchatka, Jabárovsk y Primorie;
- El distrito autónomo de Chukotka;
- Las óblast de Irkutsk, Amur, Magadán, óblast de Sajalín (la mitad norte).

La sede de la diócesis se encuentra en la ciudad de Irkutsk, en donde se halla la Catedral del Inmaculado Corazón de María.
En 2022 en la diócesis existían 42 parroquias agrupadas en 5 decanatos:
- Decanato de Irkutsk, comprende las 8 parroquias siguientes:
  - Catedral del Inmaculado Corazón de la Madre de Dios, Asunción de la Santísima Virgen —ambas en Irkutsk—, San José en Angarsk, Santos Cirilo y Metodio en Bratsk, iglesia diocesana en la aldea de Wierszyna, San Rafael Kalinovsky en Usolie-Sibírskoye, (las 6 en la óblast de Irkutsk), Sagrado Corazón de Jesús en Ulán-Udé (República de Buriatia), Santos Pedro y Pablo en Chitá (krai de Zabaikalie).
- Decanato de Krasnoyarsk, comprende las 5 parroquias siguientes: 
  - Transfiguración del Señor, Sagrada Familia —ambas en Krasnoyarsk—, Natividad de la Santísima Virgen María en Áchinsk, San Juan Evangelista en Norilsk (las 4 en el krai de Krasnoyarsk), Venida del Espíritu Santo en Abakán (República de Jakasia).
- Decanato de Yakut, comprende las 2 parroquias siguientes: 
  - San Nicolás el Agradable en Aldán, Cristo el Sol de la Verdad en Yakutsk (ambas en la República de Sajá).
- Decanato de Vladivostok, comprende las 7 parroquias siguientes: 
  - Madre de Dios en Vladivostok, Santísima Theotokos del Pacífico en Najodka, Santísima Trinidad en Romanovka, Natividad de Cristo en Ussuriisk, La Llegada de la Anunciación en Arséniev (las 5 en el krai de Primorie), Transfiguración del señor en Blagovéshchensk (óblast de Amur), Inmaculada Concepción de la Virgen María en Jabárovsk (krai de Jabárovsk).
- Decanato de Magadán, comprende las 3 parroquias siguientes:
  - Natividad de Cristo en Magadán (óblast de Magadán), Santa Teresa del Niño Jesús en Petropávlovsk-Kamchatski (krai de Kamchatka), Santiago en Yuzhno-Sajalinsk (en la óblast de Sajalín, corresponde a la prefectura apostólica de Yuzhno-Sajalinsk)

## Historia
Los católicos, en su mayoría polacos, lituanos y alemanes, llegaron a Siberia a medida que ocurría el avance ruso hacia el Lejano Oriente. Los primeros sacerdotes fundaron pequeñas comunidades parroquiales a principios del siglo XIX, entre ellas la parroquia de Irkutsk que fue fundada en 1820. De ella dependían otras comunidades que se extendían hasta Yakutsk. La parroquia de Krasnoyarsk fue fundada en 1836, la de Nikolayevsk del Amur en 1866, que fue transferida a Vladivostok en 1890. Después de la revolución de 1917 comenzó un asalto a gran escala contra la religión. Se cerraron y destruyeron iglesias y se reprimió a los sacerdotes. La Iglesia católica no escapó a este destino, y prácticamente dejó de existir en el territorio de la Unión Soviética a fines de la década de 1930. 
La administración apostólica de Siberia Oriental fue erigida el 18 de mayo de 1999 mediante el decreto Quo aptius de la Congregación para los Obispos, separando territorio de la administración apostólica de Siberia (hoy diócesis de la Transfiguración en Novosibirsk).
El 11 de febrero de 2002, mediante la bula In beati Petri del papa Juan Pablo II, fue elevada a la categoría de diócesis y asumió su nombre actual.
Desde 2000 el obispo ordinario de la diócesis también es administrador apostólico sede vacante de la prefectura apostólica de Yuzhno-Sajalinsk.

## Estadísticas
Según el Anuario Pontificio 2023 la diócesis en 2022 tenía un total de 53 000 fieles bautizados.
| Año                                                                             | Población            | Población  | Población      | Sacerdotes | Sacerdotes    | Sacerdotes    | Bautizados por sacerdote | Diáconos permanentes | Religiosos | Religiosos | Parroquias |
| Año                                                                             | Bautizados católicos | Total      | % de católicos | Total      | Clero secular | Clero regular | Bautizados por sacerdote | Diáconos permanentes | Varones    | Mujeres    | Parroquias |
| ------------------------------------------------------------------------------- | -------------------- | ---------- | -------------- | ---------- | ------------- | ------------- | ------------------------ | -------------------- | ---------- | ---------- | ---------- |
| 1999                                                                            | 50 000               | 16 000     | 0.3            | 23         | 7             | 16            | 2173                     |                      | 20         | 14         | 36         |
| 2001                                                                            | 48 700               | 15 500 000 | 0.3            | 38         | 15            | 23            | 1281                     |                      | 27         | 40         | 42         |
| 2002                                                                            | 49 000               | 15 500 000 | 0.3            | 42         | 18            | 24            | 1166                     |                      | 27         | 53         | 46         |
| 2003                                                                            | 51 500               | 15 500 000 | 0.3            | 49         | 17            | 32            | 1051                     |                      | 42         | 53         | 80         |
| 2004                                                                            | 52 000               | 15 500 000 | 0.3            | 39         | 14            | 25            | 1333                     |                      | 34         | 55         | 81         |
| 2010                                                                            | 52 560               | 14 627 000 | 0.4            | 45         | 17            | 28            | 1168                     |                      | 32         | 60         | 39         |
| 2014                                                                            | 52 500               | 14 970 000 | 0.4            | 40         | 12            | 28            | 1312                     |                      | 32         | 62         | 42         |
| 2017                                                                            | 52 600               | 15 326 000 | 0.3            | 40         | 8             | 32            | 1315                     |                      | 37         | 65         | 42         |
| 2020                                                                            | 52 725               | 15 366 000 | 0.3            | 41         | 9             | 32            | 1285                     |                      | 36         | 60         | 49         |
| 2022                                                                            | 53 000               | 14 660 000 | 0.4            | 39         | 7             | 32            | 1358                     |                      | 37         | 55         | 42         |
| Fuente: Catholic-Hierarchy, que a su vez toma los datos del Anuario Pontificio. |                      |            |                |            |               |               |                          |                      |            |            |            |

## Episcopologio

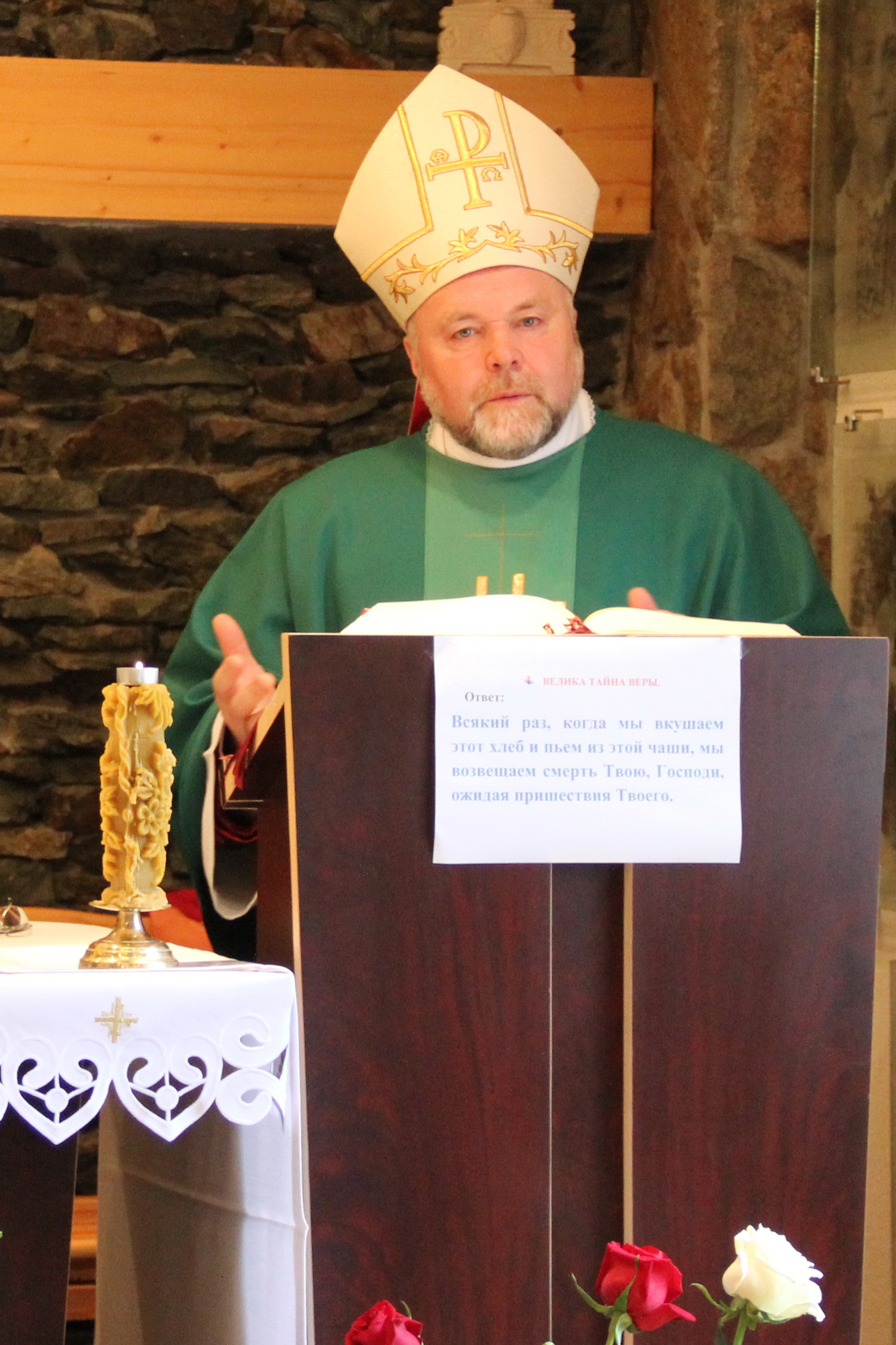
Cyryl Klimowicz, actual obispo de la diócesis

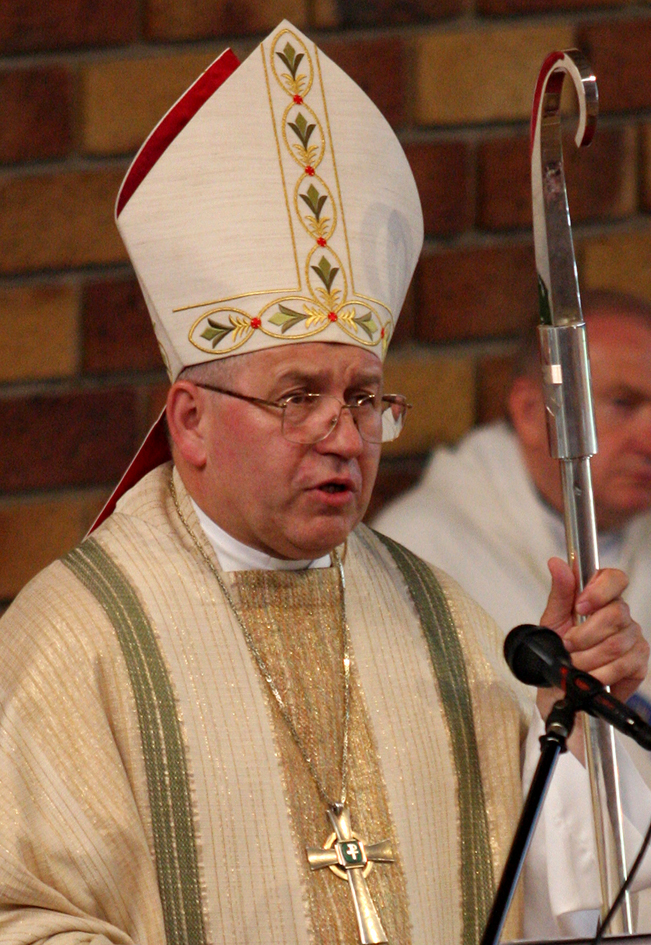
Jerzy Mazur, primer obispo de la diócesis

- Jerzy Mazur, S.V.D. (18 de mayo de 1999-17 de abril de 2003 nombrado obispo de Ełk)
- Cyryl Klimowicz, desde el 17 de abril de 2003